# عبد الحافظ السقاف
العميد عبد الحافظ السقاف هو ضابط عسكري يمني، في قوات الأمن الخاصة، حقق السقاف سمعة سيئة عندما تحدى الرئيس اليمني عبد ربه منصور هادي الذي أصدر قرار بإقالته في مارس 2015، في خضم أحداث ما بعد انقلاب 2014 في اليمن.
كان السقاف قائد فرع «قوات الأمن الخاصة» في عدن. وفي 3 مارس 2015، أصدر الرئيس هادي قرار بتعيين العميد ثابت جواس بديلاً عنه قائد لفرع القوات الخاصة في عدن، التي يتراوح عدد أفرادها بين 1500 و2000 جندي، ورفض السقاف القرار. ولم يعترف السقاف بسلطة الرئيس هادي، وهو محسوب على علي عبد الله صالح ومن المواليين له وللحوثيون. وأتهم السقاف الرئيس هادي بأنه يريد أن يسلم مدينة عدن لتنظيم القاعدة.
في 19 مارس، أقتحمت قوات موالية لعلي عبد الله صالح مطار عدن الدولي بقيادة العميد السقاف، مما أدى إلى اندلاع معركة مع القوات الموالية للرئيس هادي بقيادة وزير الدفاع اللواء محمود الصبيحي. واستمر القتال حوالي أربع ساعات، وفي نهاية المطاف استعادت قوات برية من المنطقة العسكرية الرابعة السيطرة على مطار عدن.
في طريقة إلى لحج تعرض السقاف لاطلاق نار، وقتل حارسه الشخصي وأصيب ثلاثة آخرون عندما انقلبت مركبتهما.